# The Hindoo Dagger
The Hindoo Dagger é um filme norte-americano de 1909 em curta-metragem, do gênero drama e mistério, dirigido por D. W. Griffith.

## Elenco
- Harry Solter ... Jack Windom
- Marion Leonard ... A mulher
- Arthur V. Johnson ... Tom
- Robert Harron ... Mensageiro
- John R. Cumpson ... O doutor
- George Gebhardt ... A segunda amante